# Důl
Důl település Csehországban, a Pelhřimovi járásban. Důl Pacov, Pošná, Eš és Kámen településekkel határos. Lakosainak száma 54 fő (2024. január 1.).

## Népesség
A település lakosságának változását az alábbi diagram mutatja:
| Lakosok száma | 323  | 293  | 280  | 162  | 100  | 50   | 57   | 55   | 51   | 54   |
|               | 1869 | 1900 | 1921 | 1961 | 1980 | 2011 | 2016 | 2019 | 2021 | 2024 |